# Aşağı Tüləkəran
Aşağı Tüləkəran è un comune dell'Azerbaigian situato nel distretto di Quba. Conta una popolazione di 508 abitanti.